# Засс, Катрин
Катрин Засс (нем. Katrin Saß; род. 23 октября 1956, Шверин) — немецкая актриса театра, кино и телевидения.

## Биография
Мать Катрин — театральная актриса Марга Хайден, получившая известность на телевидении ГДР благодаря участию в телеспектаклях мекленбургского театра. По настоянию матери Катрин получила сначала профессию телефонистки, затем неудачно пыталась поступить в высшую актёрскую школу имени Эрнста Буша в Берлине и наконец поступила учиться на актрису в Ростоке.
В 1979 году 23-летняя Катрин впервые появилась на киноэкранах в главной роли разочаровавшейся молодой женщины в фильме «Пока смерть не разлучит вас» (Bis daß der Tod euch scheidet). Большой успех ожидал Катрин в 80-е годы. За свою роль в фильме «Поручительство на год» (Bürgschaft für ein Jahr, 1981), снятому ещё во времена учёбы, актриса удостоилась «Серебряного медведя» на Берлинском кинофестивале 1982 года. По признанию актрисы, после её поездки в Западный Берлин за наградой ей не давали сниматься в течение двух лет. С середины 80-х годов актриса много снималась на киностудии DEFA, а в 1987 году была названа актрисой года и считалась признанной кинозвездой ГДР наряду с Ангеликой Домрёзе.
Театральная карьера Засс началась в 1980-е годы в Театре имени Клейста во Франкфурте-на-Одере, в 1981 году она получила приглашение от Петера Зоданна в театр в Галле, а затем перешла в драматический театр в Лейпциге, где служила вплоть до 1990 года.
В 1990-е годы в карьере Засс наступила пауза, она снялась только в телевизионном сериале «Телефон полиции — 110» (Polizeiruf 110), где в 1993—1998 годах сыграла роль главного комиссара Тани Фойгт. С 19 лет Катрин Засс пристрастилась к алкоголю, и эта зависимость особенно обострилась в период смены государственного строя в Восточной Германии. С алкоголем актрисе удалось справиться только в 1998 году, а с 2001 года она открыто поделилась о своём пагубном пристрастии к алкоголю в прошлом, который в конечном счёте лишил её работы в телесериале.
Триумфальное возвращение Катрин Засс в кино и международный успех актрисы начались в 2001 году с главной ролью в социальной драме Heidi M. (2001) и фильме «Гуд бай, Ленин!» (2003). В 2006 году Засс сыграла роль Селии Пичем в постановке «Трёхгрошёвой оперы» Бертольта Брехта на сцене театра «Метрополь» в Берлине.
В 1991—2007 годах Засс была замужем за восточногерманским режиссёром Зигфридом Кюном, детей нет. В настоящее время проживает в Мекленбурге и Берлине.

## Награды
- 1982 — Берлинский кинофестиваль — Премия «Серебряный медведь» за лучшую женскую роль (за фильм «Поручительство на год»)
- 1987 — Премия критиков «Большой лоскут» секции теории и критики Ассоциации кинематографистов ГДР в категории «Лучшая актриса 1986 года» (за фильмы «Дом у реки» и «Мечта лося»)
- 2001 — Deutscher Filmpreis — Лучшая женская роль (за фильм «Гуд бай, Ленин!»)

## Фильмография
- 1979: Пока смерть не разлучит вас / Bis daß der Tod euch scheidet
- 1980: Невеста / Die Verlobte — Барбара
- 1981: Поручительство на год / Bürgschaft für ein Jahr
- 1985: Ab heute erwachsen
- 1985: Meine Frau Inge und meine Frau Schmidt
- 1986 — Дом у реки / Das Haus am Fluß — Агнес Эккерт
- 1986: Der Traum vom Elch
- 1987: Фаллада — последняя глава / Fallada — letztes Kapitel
- 1989: Heute sterben immer nur die anderen
- 1997: Härtetest
- 2001: Heidi M.
- 2002: Бабий Яр / Babij Jar — Das vergessene Verbrechen — Лена Онуфриенко
- 2003: Гуд бай, Ленин! / Good Bye, Lenin! — Кристиана Кернер
- 2005: Warchild
- 2008: Reich mir deine Hand
- 2009: Lulu & Jimi
- 2010: Тишина / Das letzte Schweigen — Елена Лянге
- 2013: Sein letztes Rennen